# Station Bagicz
Station Bagicz was een spoorwegstation in de Poolse plaats Bagicz.